# Jelani Woods
Jelani Woods (Contea di Clayton, 9 ottobre 1998) è un giocatore di football americano statunitense che milita nel ruolo di tight end per gli Indianapolis Colts della National Football League (NFL).

## Carriera

### Indianapolis Colts
Woods al college giocò a football alla Oklahoma State University-Stillwater (2017-2020) e a Virginia (2021). Fu scelto nel corso del terzo giro (73º assoluto) assoluto nel Draft NFL 2022 dagli Indianapolis Colts. Segnò i suoi primi due touchdown su ricezione nella vittoria del terzo turno contro i Kansas City Chiefs. La sua stagione da rookie si concluse con 25 ricezioni per 312 yard e 3 touchdown in 15 presenze, 2 delle quali come titolare.